# Somalia britannica
La Somalia britannica, ufficialmente British Somaliland, nota anche con il nome di Somaliland britannico, fu un protettorato britannico della parte settentrionale del Corno d'Africa, che diventò indipendente nel 1960 per pochi giorni come Stato del Somaliland e che confluì assieme alla Somalia italiana nella Repubblica Somala. I suoi confini corrispondevano grossomodo a quelli dell'attuale Somaliland, Stato non riconosciuto dalla comunità internazionale.

## Storia
Antica parte del vasto Regno di Axum fece poi parte dell'Impero ottomano ma quando questi iniziò a decadere le subentrò l'Egitto di Isma'il Pascià che dominò l'area per tutto il decennio del 1870, evacuando la zona solo nel 1884, quando i britannici vi stabilirono un protettorato con una guarnigione basata ad Aden per la sua difesa.
Tale protettorato dipese amministrativamente fino al 1898 dall'India Britannica, successivamente dal "Foreign Office" per passare dal 1905 alle dirette dipendenze della Segreteria di Stato per le Colonie, meglio nota con il nome di "Colonial Office".

### Nella seconda guerra mondiale

Cartina dell'attacco italiano alla Somalia britannica 3 agosto 1940

Durante la campagna dell'Africa Orientale la Somalia britannica fu, nell'agosto del 1940, invasa ed occupata dagli italiani che entrarono in Berbera, la città principale. Ma venne riconquistata dai britannici nel marzo 1941.

### La decolonizzazione e l'indipendenza
Ottenuta l'indipendenza dalla Gran Bretagna il 26 giugno 1960 come Stato del Somaliland, con un referendum popolare venne stabilita l'unificazione alla Somalia italiana (indipendente dal 1º luglio dello stesso anno) e la creazione della Repubblica Somala.
Il Primo ministro dello Stato del Somaliland, Mohammed Haji Ibrahim Egal, divenne Ministro della Somalia unificata.
Nel 1991 dopo il collasso del Governo centrale, l'ex-Somalia britannica si autoproclamò Repubblica del Somaliland, Stato tuttora non riconosciuto dalla comunità internazionale.

## Governatori
| Governatore                        | Durata del mandato             |
| ---------------------------------- | ------------------------------ |
| Frederick Mercer Hunter            | 1884-1888                      |
| Edward Vincent Stace               | 1888-1893                      |
| Charles William Henry Sealy        | 1893-1896                      |
| William Butler Ferris              | 1896-1897                      |
| James Hayes Sadler                 | 1897-1901                      |
| Harry Edward Spiller Cordeaux      | 1901-1902                      |
| Eric John Eagles Swayne            | 1902-1905                      |
| vacante                            | 1905-1906                      |
| Harry Edward Spiller Cordeaux (2°) | 1906-1909                      |
| vacante                            | 1909-1910                      |
| Sir William Henry Manning          | 1910-1911                      |
| Horace Archer Byatt                | 1911-1914                      |
| Geoffrey Francis Archer            | 1914-1922                      |
| Gerald Henry Summers               | 1922-1925                      |
| vacante                            | 1925-1926                      |
| Sir Harold Baxter Kittermaster     | 1926-1932                      |
| Sir Arthur Salisbury Lawrance      | 1932-1939                      |
| Vincent Goncalves Glenday          | 1939-1940                      |
| vacante (annessione all'A.O.I.)    | 19 agosto 1940 - 16 marzo 1941 |
| Arthur Reginald Chater             | 1941-1943                      |
| Gerald Thomas Fisher               | 1943-1948                      |
| Gerald Reece                       | 1948-1954                      |
| Theodore Pike                      | 1954-1959                      |
| Douglas Hall                       | 1959-1960                      |